# Михаил Критовул
Михаил Критовул (греч. Μιχαήλ Κριτόβουλος) (ок. 1410, Имврос — ок. 1469) — поздневизантийский историк, теолог и философ.

## Биография
Принадлежал к знатному византийскому роду. Получил хорошее образование, обладал глубокими познаниями в медицине. Был противником сближения с латинским Западом. После падения Константинополя стал в 1456 году наместником султана Мехмеда II на своём родном острове Имврос.
Способствовал захвату острова Лемнос от власти итальянцев и передаче его туркам. 
В 1466 году, когда острова Имврос, Фасос и Самофракия были захвачены венецианцами, покинул родину и поселился в Константинополе, где ему довелось пережить эпидемию чумы 1467 года.

## Сочинения
По заказу султана написал «Историческое сочинение» в пяти книгах о деяниях османского завоевателя в 1451—1467 годах, известное также как «История Мехмеда II». О личности султана писал в панегирических выражениях. Это туркофильское произведение стало памятником новой, османской исторической эпохи. Текст сохранился в одной единственной рукописи.
Является автором ряда теологических сочинений и философских трактатов.